# Parc national de Prespa
Le Parc nationale de Prespa (albanais : Parku Kombëtar i Prespës), est un parc national situé dans les municipalités de Korçë et de Pustec dans l'est de l'Albanie. Il a été créé en 1999 et protège 27750 hectares.